# Вороновица (Винницкая область)
Воронови́ца (укр. Вороновиця) — посёлок в Винницком районе Винницкой области Украины.

## История
Живописный посёлок Вороновица, расположенный в 20 км от Винницы, по праву называют колыбелью авиации. В 1869—1876 годах здесь проводил свои опыты с летательными аппаратами изобретатель одного из первых в мире самолёта — морской офицер, капитан І ранга А. Ф. Можайский. Испытания летательных аппаратов проводились на даче Можайских над Южным Бугом.
В старом парке, разбитом ещё в конце XVIII века, до наших дней сохранился дворец польских магнатов Грохольских, где жил и создавал свои самолёты Можайский.
В 1892 году Вороновицы являлись местечком Брацлавского уезда Подольской губернии, в котором насчитывалось 185 дворов и 1256 человек. Здесь действовали сахароваренный завод, четыре водяные мельницы, двухклассное народное училище, православная церковь, католический костел и два еврейских молитвенных дома.
В ходе Великой Отечественной войны с 21 июля 1941 до 13 марта 1944 года село было оккупировано немецкими войсками.
В 1956 году Вороновица стала посёлком городского типа.
В 1969 году здесь действовали сахарный завод, плодоконсервный завод, кирпичный завод, швейная фабрика и инкубаторная станция.
Весной 1971 года в трёхэтажном 43-комнатном дворце Грохольских (где в это время находилась поселковая школа) был открыт музей истории авиации и космонавтики им. Можайского.
В январе 1989 года численность населения составляла 7198 человек.
В мае 1995 года Кабинет министров Украины утвердил решение о приватизации сахарного завода и райсельхозтехники. В 1998 году было возбуждено дело о банкротстве комбината общественного питания.
На 1 января 2013 года численность населения составляла 6591 человек.

## Транспорт
Здесь находится станция Вороновица Юго-Западной железной дороги.
Также через посёлок проходит автомобильная дорога.

## Религия
В посёлке действуют костел Архангела Михаила, храм Преподобного Агапита Печерского, храм Святых Бессребренников Косьмы и Дамиана, храм Рождества Пресвятой Богородицы и храм Чуда Архистратига Михаила в Хонях Винницкого районного благочиния Винницкой епархии Украинской православной церкви.